# Llista de topònims de Vidreres
Llista de topònims (noms propis de lloc) del municipi de Vidreres, a la Selva
Informació actualitzada per un bot. Els canvis manuals es perdran quan s'actualitzi!

## arbre singular
| imatge | Nom                      | Ubicat a | instància de   | Detalls                                                                                   | coordenades                                                                   | Protecció        | Commons (més fotos)      | Dades a WD                    |
| ------ | ------------------------ | -------- | -------------- | ----------------------------------------------------------------------------------------- | ----------------------------------------------------------------------------- | ---------------- | ------------------------ | ----------------------------- |
|        | freixe de l'Aulet        | Vidreres | arbre singular | Taxon: freixe de fulla petita (Fraxinus angustifolia) Ample: 23m Alt: 21m Perímetre: 5.9m | 41° 47′ 54″ N, 2° 49′ 26″ E / 41.79829°N,2.82396°E ca:L'Aulet 117 msnm        | arbre monumental | Freixe de l'Aulet        | Modifica les dades a Wikidata |
|        | suro de Can Magre        | Vidreres | arbre singular | Taxon: alzina surera (Quercus suber) Ample: 20.1m Alt: 19m Perímetre: 4.16m               | 41° 47′ 17″ N, 2° 49′ 45″ E / 41.78792°N,2.8293°E ca:cal Magre 200 msnm       | arbre monumental | Suro de Can Magre        | Modifica les dades a Wikidata |
|        | suro de l'Hort de Caulés | Vidreres | arbre singular | Taxon: alzina surera (Quercus suber) Ample: 17m Alt: 15.5m Perímetre: 4.48m               | 41° 46′ 21″ N, 2° 50′ 41″ E / 41.77245°N,2.84482°E ca:Hort de Caulés 230 msnm | arbre monumental | Suro de l'Hort de Caulés | Modifica les dades a Wikidata |

## casa
| imatge | Nom                  | Ubicat a | instància de | Detalls                                          | coordenades                                                                           | Protecció                                  | Commons (més fotos)    | Dades a WD                    |
| ------ | -------------------- | -------- | ------------ | ------------------------------------------------ | ------------------------------------------------------------------------------------- | ------------------------------------------ | ---------------------- | ----------------------------- |
|        | Ca n'Iscle           | Vidreres | casa         | Estil: arquitectura popular                      | 41° 47′ 20″ N, 2° 46′ 45″ E / 41.78886°N,2.77907°E 92 msnm                            | bé integrant del patrimoni cultural català | Ca n'Iscle (Vidreres)  | Modifica les dades a Wikidata |
|        | Cal Pere             | Vidreres | casa         | Estil: arquitectura popular 19th century         | 41° 47′ 18″ N, 2° 46′ 45″ E / 41.78838°N,2.77918°E ca:C. Barcelona, 17                | bé integrant del patrimoni cultural català | Cal Pere (Vidreres)    | Modifica les dades a Wikidata |
|        | Can Balmanya         | Vidreres | casa         | Estil: arquitectura popular                      | 41° 47′ 20″ N, 2° 46′ 41″ E / 41.789°N,2.77796°E 91 msnm                              | bé integrant del patrimoni cultural català | Can Balmanya           | Modifica les dades a Wikidata |
|        | Can Boada            | Vidreres | casa         | Estil: arquitectura popular                      | 41° 47′ 15″ N, 2° 46′ 43″ E / 41.78758°N,2.77865°E 83 msnm                            | bé integrant del patrimoni cultural català | Can Boada (Vidreres)   | Modifica les dades a Wikidata |
|        | Can Borrell          | Vidreres | casa         | Estil: modernisme català arquitectura modernista | 41° 47′ 27″ N, 2° 46′ 50″ E / 41.79082°N,2.78051°E 93 msnm                            | bé integrant del patrimoni cultural català | Can Borrell (Vidreres) | Modifica les dades a Wikidata |
|        | Can Dalemus          | Vidreres | casa         | Estil: arquitectura popular                      | 41° 47′ 17″ N, 2° 46′ 44″ E / 41.78812°N,2.77889°E ca:Carrer de Barcelona, 16 87 msnm | bé integrant del patrimoni cultural català | Can Dalemus            | Modifica les dades a Wikidata |
|        | Can Gotarra          | Vidreres | casa         | Estil: arquitectura popular                      | 41° 47′ 20″ N, 2° 46′ 41″ E / 41.78875°N,2.77792°E                                    | bé integrant del patrimoni cultural català | Can Gotarra            | Modifica les dades a Wikidata |
|        | Can Llagosteres      | Vidreres | casa         | Estil: arquitectura popular                      | 41° 47′ 22″ N, 2° 46′ 42″ E / 41.78945°N,2.77841°E                                    | bé integrant del patrimoni cultural català | Can Llagosteres        | Modifica les dades a Wikidata |
|        | Can Masó             | Vidreres | casa         | Estil: arquitectura popular                      | 41° 47′ 20″ N, 2° 46′ 45″ E / 41.78891°N,2.77918°E 92 msnm                            | bé integrant del patrimoni cultural català | Can Masó (Vidreres)    | Modifica les dades a Wikidata |
|        | Can Morenet          | Vidreres | casa         |                                                  | 41° 47′ 16″ N, 2° 46′ 43″ E / 41.7879°N,2.77874°E 84 msnm                             | bé integrant del patrimoni cultural català | Can Morenet            | Modifica les dades a Wikidata |
|        | Can Prat             | Vidreres | casa         | Estil: modernisme català arquitectura modernista | 41° 47′ 22″ N, 2° 46′ 49″ E / 41.78949°N,2.78028°E 91 msnm                            | bé integrant del patrimoni cultural català | Can Prat (Vidreres)    | Modifica les dades a Wikidata |
|        | Can Remigio          | Vidreres | casa         | Estil: arquitectura popular                      | 41° 47′ 19″ N, 2° 46′ 45″ E / 41.78853°N,2.7793°E ca:Carrer Barcelona, 3 90 msnm      | bé integrant del patrimoni cultural català | Can Remigio            | Modifica les dades a Wikidata |
|        | Can Surriga          | Vidreres | casa         | Estil: arquitectura popular                      | 41° 47′ 19″ N, 2° 46′ 46″ E / 41.78867°N,2.77949°E                                    | bé integrant del patrimoni cultural català | Can Surriga            | Modifica les dades a Wikidata |
|        | Can Xiberta          | Vidreres | casa         | Estil: arquitectura popular                      | 41° 47′ 18″ N, 2° 46′ 51″ E / 41.7883°N,2.78091°E ca:Carrer d'Orient, 18 85 msnm      | bé integrant del patrimoni cultural català | Can Xiberta            | Modifica les dades a Wikidata |
|        | Can Xirgu            | Vidreres | casa         | Estil: arquitectura eclèctica                    | 41° 47′ 19″ N, 2° 46′ 41″ E / 41.78853°N,2.77792°E 89 msnm                            | bé integrant del patrimoni cultural català | Can Xirgu              | Modifica les dades a Wikidata |
|        | Casa Doctor Deulofeu | Vidreres | casa         | Estil: arquitectura popular                      | 41° 47′ 19″ N, 2° 46′ 47″ E / 41.7886°N,2.77976°E                                     | bé integrant del patrimoni cultural català | Casa Doctor Deulofeu   | Modifica les dades a Wikidata |
|        | ca l'Artau           | Vidreres | casa         | Estil: arquitectura popular 18th century         | 41° 47′ 21″ N, 2° 46′ 41″ E / 41.7891°N,2.77806°E ca:Carrer Nou 91 msnm               | bé integrant del patrimoni cultural català | Ca l'Artau (Vidreres)  | Modifica les dades a Wikidata |
|        | can Mir              | Vidreres | casa         | Estil: arquitectura popular 18th century         | 41° 47′ 17″ N, 2° 46′ 40″ E / 41.78803°N,2.77783°E ca:Sant Quirze Jordà, 10 88 msnm   | bé integrant del patrimoni cultural català | Can Mir (Vidreres)     | Modifica les dades a Wikidata |

## edifici
| imatge | Nom                              | Ubicat a | instància de | Detalls                                            | coordenades                                                                                           | Protecció                                  | Commons (més fotos)              | Dades a WD                    |
| ------ | -------------------------------- | -------- | ------------ | -------------------------------------------------- | --- | ------------------------------------------ | -------------------------------- | ----------------------------- |
|        | Casino La Unió                   | Vidreres | edifici      | Estil: arquitectura eclèctica                      | 41° 47′ 21″ N, 2° 46′ 48″ E / 41.78929°N,2.77991°E ca:Carrer Catalunya, 15                            | bé integrant del patrimoni cultural català | Casino La Unió (Vidreres)        | Modifica les dades a Wikidata |
|        | Escorxador municipal de Vidreres | Vidreres | edifici      | Estil: arquitectura eclèctica arquitectura popular | 41° 47′ 14″ N, 2° 46′ 33″ E / 41.78734°N,2.77577°E ca:Ctra de Lloret s/n - Av. Mediterrani, 1 84 msnm | bé integrant del patrimoni cultural català | Escorxador municipal de Vidreres | Modifica les dades a Wikidata |
|        | Forn de Can Noguera              | Vidreres | edifici      | Estil: arquitectura popular                        | 41° 46′ 13″ N, 2° 51′ 46″ E / 41.77036°N,2.86289°E                                                    | bé integrant del patrimoni cultural català |                                  | Modifica les dades a Wikidata |
|        | el Molí de Vent                  | Vidreres | edifici      | Estil: arquitectura popular                        | 41° 45′ 31″ N, 2° 51′ 38″ E / 41.75874°N,2.86056°E                                                    | bé integrant del patrimoni cultural català |                                  | Modifica les dades a Wikidata |

## embassament
| imatge | Nom               | Ubicat a | instància de            | Detalls | coordenades                                                             | Protecció | Commons (més fotos) | Dades a WD                    |
| ------ | ----------------- | -------- | ----------------------- | ------- | ----------------------------------------------------------------------- | --------- | ------------------- | ----------------------------- |
|        | Pantà d'en Llobet | Vidreres | embassament cos d'aigua |         | 41° 47′ 04″ N, 2° 48′ 43″ E / 41.784481075425894°N,2.8119099140167236°E |           |                     | Modifica les dades a Wikidata |
|        | Pantà de Dalt     | Vidreres | embassament cos d'aigua |         | 41° 47′ 02″ N, 2° 49′ 31″ E / 41.78378506934981°N,2.825224399566651°E   |           |                     | Modifica les dades a Wikidata |
|        | Pantà del Mig     | Vidreres | embassament cos d'aigua |         | 41° 46′ 59″ N, 2° 48′ 58″ E / 41.782929051516795°N,2.8161156177520756°E |           |                     | Modifica les dades a Wikidata |

## entitat singular de població
| imatge | Nom            | Ubicat a | instància de                                                                   | Detalls  | coordenades                                                                  | Protecció | Commons (més fotos) | Dades a WD                    |
| ------ | -------------- | -------- | ------------------------------------------------------------------------------ | -------- | ---------------------------------------------------------------------------- | --------- | ------------------- | ----------------------------- |
|        | Aiguaviva Parc | Vidreres | entitat singular de població                                                   | 1891 hab | 41° 45′ 31″ N, 2° 48′ 45″ E / 41.758665858654°N,2.8124244183158°E 177 msnm   |           |                     | Modifica les dades a Wikidata |
|        | Cartellà       | Vidreres | entitat singular de població                                                   | 50 hab   | 41° 46′ 42″ N, 2° 45′ 34″ E / 41.77838236251°N,2.7594220472173°E 85 msnm     |           |                     | Modifica les dades a Wikidata |
|        | Caulès         | Vidreres | entitat singular de població ens local històric de Catalunya                   | 116 hab  | 41° 46′ 24″ N, 2° 50′ 50″ E / 41.773284°N,2.847129°E 348 msnm                |           | Caulès (Vidreres)   | Modifica les dades a Wikidata |
|        | Pla de la Font | Vidreres | entitat singular de població                                                   | 188 hab  | 41° 48′ 07″ N, 2° 47′ 11″ E / 41.80182172°N,2.78629341°E 124 msnm            |           |                     | Modifica les dades a Wikidata |
|        | Puigventós     | Vidreres | entitat singular de població                                                   | 252 hab  | 41° 44′ 55″ N, 2° 47′ 40″ E / 41.7487388910889°N,2.79453382519902°E 137 msnm |           |                     | Modifica les dades a Wikidata |
|        | Santa Seclina  | Vidreres | entitat singular de població                                                   | 9 hab    | 41° 47′ 38″ N, 2° 49′ 58″ E / 41.793824313857°N,2.8327828535064°E 247 msnm   |           |                     | Modifica les dades a Wikidata |
|        | Serres         | Vidreres | entitat singular de població                                                   | 768 hab  | 41° 46′ 18″ N, 2° 50′ 44″ E / 41.77176955°N,2.84554203°E 326 msnm            |           |                     | Modifica les dades a Wikidata |
|        | Terrafortuna   | Vidreres | entitat singular de població                                                   | 285 hab  | 41° 45′ 34″ N, 2° 47′ 05″ E / 41.759518048346°N,2.7847542835497°E 120 msnm   |           |                     | Modifica les dades a Wikidata |
|        | Vidreres       | Vidreres | entitat singular de població ens local històric de Catalunya capital municipal | 2744 hab | 41° 47′ 20″ N, 2° 46′ 45″ E / 41.78894616°N,2.77909064°E 91 msnm             |           |                     | Modifica les dades a Wikidata |
|        | el Mas Flassià | Vidreres | entitat singular de població                                                   | 1535 hab | 41° 47′ 29″ N, 2° 46′ 01″ E / 41.7913164518627°N,2.76693296949109°E 80 msnm  |           |                     | Modifica les dades a Wikidata |
|        | la Goba        | Vidreres | entitat singular de població                                                   | 615 hab  | 41° 48′ 04″ N, 2° 47′ 57″ E / 41.800975793078°N,2.7990601957603°E 140 msnm   |           |                     | Modifica les dades a Wikidata |
|        | les Bòries     | Vidreres | entitat singular de població                                                   | 202 hab  | 41° 47′ 54″ N, 2° 46′ 42″ E / 41.7983555414247°N,2.77837852567533°E 112 msnm |           |                     | Modifica les dades a Wikidata |

## església
| imatge | Nom                     | Ubicat a | instància de | Detalls               | coordenades                                                               | Protecció                                  | Commons (més fotos)                 | Dades a WD                    |
| ------ | ----------------------- | -------- | ------------ | --------------------- | ------------------------------------------------------------------------- | ------------------------------------------ | ----------------------------------- | ----------------------------- |
|        | Santa Maria de Vidreres | Vidreres | església     | Estil: barroc         | 41° 47′ 20″ N, 2° 46′ 46″ E / 41.78894°N,2.77942°E ca:Plaça de l'Església | bé integrant del patrimoni cultural català | Església de Santa Maria (Vidreres)  | Modifica les dades a Wikidata |
|        | Santa Susanna de Caulès | Vidreres | església     | Estil: art preromànic | 41° 46′ 23″ N, 2° 50′ 50″ E / 41.77306°N,2.84716°E                        | bé integrant del patrimoni cultural català | Església de Santa Susanna de Caulès | Modifica les dades a Wikidata |

## indret
| imatge | Nom                   | Ubicat a | instància de  | Detalls | coordenades                                                           | Protecció | Commons (més fotos) | Dades a WD                    |
| ------ | --------------------- | -------- | ------------- | ------- | --------------------------------------------------------------------- | --------- | ------------------- | ----------------------------- |
|        | Pedrera d'en Balmanya | Vidreres | indret        |         | 41° 45′ 47″ N, 2° 53′ 09″ E / 41.76312544969686°N,2.885842323303223°E |           |                     | Modifica les dades a Wikidata |
|        | Pineda de l'Artús     | Vidreres | indret pineda |         | 41° 45′ 53″ N, 2° 46′ 34″ E / 41.764833°N,2.776111°E 120 msnm         |           |                     | Modifica les dades a Wikidata |

## masia
| imatge | Nom                      | Ubicat a | instància de     | Detalls                                  | coordenades | Protecció                                            | Commons (més fotos)   | Dades a WD                    |
| ------ | ------------------------ | -------- | ---------------- | ---------------------------------------- | --- | ---------------------------------------------------- | --------------------- | ----------------------------- |
|        | Ca l'Advocat             | Vidreres | masia            |                                          | 41° 47′ 52″ N, 2° 46′ 39″ E / 41.7977503561662°N,2.77748989674225°E                                                       |                                                      |                       | Modifica les dades a Wikidata |
|        | Ca l'Ambaixador          | Vidreres | masia            |                                          | 41° 46′ 28″ N, 2° 50′ 06″ E / 41.7743482277705°N,2.83509723003808°E                                                       |                                                      |                       | Modifica les dades a Wikidata |
|        | Ca l'Artús               | Vidreres | masia            |                                          | 41° 46′ 10″ N, 2° 46′ 21″ E / 41.7693597844723°N,2.77263110796534°E                                                       |                                                      |                       | Modifica les dades a Wikidata |
|        | Ca l'Empordanès          | Vidreres | masia            |                                          | 41° 45′ 25″ N, 2° 46′ 55″ E / 41.756876336633°N,2.78208187899009°E                                                        |                                                      |                       | Modifica les dades a Wikidata |
|        | Ca l'Esquerrà            | Vidreres | masia            |                                          | 41° 46′ 19″ N, 2° 47′ 01″ E / 41.7719478462962°N,2.78353485683914°E                                                       |                                                      |                       | Modifica les dades a Wikidata |
|        | Ca l'Ànec                | Vidreres | masia            |                                          | 41° 45′ 17″ N, 2° 46′ 45″ E / 41.7546367688842°N,2.77903418591144°E                                                       |                                                      |                       | Modifica les dades a Wikidata |
|        | Ca la Nuri               | Vidreres | masia            |                                          | 41° 46′ 01″ N, 2° 47′ 05″ E / 41.7670591660929°N,2.78467016787425°E                                                       |                                                      |                       | Modifica les dades a Wikidata |
|        | Ca la Rosa               | Vidreres | masia            |                                          | 41° 45′ 18″ N, 2° 46′ 37″ E / 41.7549208548976°N,2.77689210834527°E                                                       |                                                      |                       | Modifica les dades a Wikidata |
|        | Ca n'Aulet               | Vidreres | masia            | Estil: arquitectura popular              | 41° 47′ 47″ N, 2° 49′ 35″ E / 41.79629°N,2.82627°E                                                                        | bé integrant del patrimoni cultural català           |                       | Modifica les dades a Wikidata |
|        | Cal Borni                | Vidreres | masia            |                                          | 41° 46′ 42″ N, 2° 46′ 53″ E / 41.7783117778407°N,2.78140767562327°E                                                       |                                                      |                       | Modifica les dades a Wikidata |
|        | Cal Caletra              | Vidreres | masia            |                                          | 41° 47′ 51″ N, 2° 46′ 43″ E / 41.7975271834944°N,2.77852581917964°E                                                       |                                                      |                       | Modifica les dades a Wikidata |
|        | Cal Clatell              | Vidreres | masia            |                                          | 41° 48′ 18″ N, 2° 47′ 16″ E / 41.8050742833553°N,2.78767282132722°E                                                       |                                                      |                       | Modifica les dades a Wikidata |
|        | Cal Coix                 | Vidreres | masia            |                                          | 41° 46′ 40″ N, 2° 47′ 42″ E / 41.7776431791992°N,2.79493494310457°E                                                       |                                                      |                       | Modifica les dades a Wikidata |
|        | Cal Frare                | Vidreres | masia            |                                          | 41° 48′ 03″ N, 2° 47′ 35″ E / 41.8008779585303°N,2.79311547947185°E                                                       |                                                      |                       | Modifica les dades a Wikidata |
|        | Cal Magre                | Vidreres | masia            |                                          | 41° 47′ 17″ N, 2° 49′ 45″ E / 41.7880393618162°N,2.82926134541174°E                                                       |                                                      |                       | Modifica les dades a Wikidata |
|        | Cal Patufo               | Vidreres | masia            |                                          | 41° 48′ 00″ N, 2° 46′ 50″ E / 41.8000711070239°N,2.78058744289843°E                                                       |                                                      |                       | Modifica les dades a Wikidata |
|        | Cal Sagal                | Vidreres | masia            |                                          | 41° 45′ 55″ N, 2° 46′ 55″ E / 41.7651446288555°N,2.78199375020973°E                                                       |                                                      |                       | Modifica les dades a Wikidata |
|        | Cal Senyor Narcís        | Vidreres | masia            |                                          | 41° 46′ 01″ N, 2° 48′ 25″ E / 41.766954531136°N,2.80687959372049°E                                                        |                                                      |                       | Modifica les dades a Wikidata |
|        | Cal Traginer             | Vidreres | masia            |                                          | 41° 46′ 30″ N, 2° 46′ 22″ E / 41.7749356847526°N,2.77291222650844°E                                                       |                                                      |                       | Modifica les dades a Wikidata |
|        | Cal Tuixó                | Vidreres | masia            |                                          | 41° 48′ 22″ N, 2° 47′ 04″ E / 41.806122015802°N,2.78440699824408°E                                                        |                                                      |                       | Modifica les dades a Wikidata |
|        | Cal Viudo Barcelona      | Vidreres | masia            |                                          | 41° 47′ 43″ N, 2° 46′ 53″ E / 41.7953170592125°N,2.78144619332088°E                                                       |                                                      |                       | Modifica les dades a Wikidata |
|        | Can Babaià               | Vidreres | masia            | Estil: arquitectura popular              | 41° 47′ 25″ N, 2° 47′ 30″ E / 41.79029°N,2.79168°E ca:Carratera de Llagostera, km 1 97 msnm                               | bé integrant del patrimoni cultural català           | Can Babaià            | Modifica les dades a Wikidata |
|        | Can Baldiró              | Vidreres | masia            |                                          | 41° 48′ 18″ N, 2° 47′ 42″ E / 41.8048804189618°N,2.79499257194113°E                                                       |                                                      |                       | Modifica les dades a Wikidata |
|        | Can Banyoles             | Vidreres | masia            |                                          | 41° 46′ 19″ N, 2° 45′ 52″ E / 41.7718202393458°N,2.76445280994671°E                                                       |                                                      |                       | Modifica les dades a Wikidata |
|        | Can Barcelona            | Vidreres | masia            |                                          | 41° 48′ 28″ N, 2° 47′ 42″ E / 41.8077538610457°N,2.79511583542586°E                                                       |                                                      |                       | Modifica les dades a Wikidata |
|        | Can Baster               | Vidreres | masia            |                                          | 41° 46′ 33″ N, 2° 48′ 57″ E / 41.7758501302003°N,2.81581718430495°E                                                       |                                                      |                       | Modifica les dades a Wikidata |
|        | Can Batlle               | Vidreres | masia            | Estil: arquitectura popular              | 41° 46′ 22″ N, 2° 46′ 16″ E / 41.77278°N,2.77109°E 85 msnm                                                                | bé integrant del patrimoni cultural català           | Can Batlle (Vidreres) | Modifica les dades a Wikidata |
|        | Can Bauç                 | Vidreres | masia            |                                          | 41° 48′ 05″ N, 2° 47′ 43″ E / 41.8014584761628°N,2.79538867523558°E                                                       |                                                      |                       | Modifica les dades a Wikidata |
|        | Can Bernardí             | Vidreres | masia            |                                          | 41° 48′ 20″ N, 2° 47′ 01″ E / 41.8056523440527°N,2.78371035984241°E                                                       |                                                      |                       | Modifica les dades a Wikidata |
|        | Can Bernat               | Vidreres | masia            |                                          | 41° 47′ 58″ N, 2° 47′ 04″ E / 41.7995831542027°N,2.78451317542483°E                                                       |                                                      |                       | Modifica les dades a Wikidata |
|        | Can Calonis              | Vidreres | masia            | Estil: arquitectura popular              | 41° 47′ 33″ N, 2° 47′ 31″ E / 41.79242°N,2.79183°E                                                                        | bé integrant del patrimoni cultural català           | Can Calonis           | Modifica les dades a Wikidata |
|        | Can Camps                | Vidreres | masia            |                                          | 41° 48′ 04″ N, 2° 47′ 09″ E / 41.8012158376303°N,2.7858077365719°E                                                        |                                                      |                       | Modifica les dades a Wikidata |
|        | Can Canyet               | Vidreres | masia            | Estil: arquitectura popular 18th century | 41° 46′ 56″ N, 2° 47′ 56″ E / 41.78227°N,2.79876°E ca:Pla de la Font                                                      | bé integrant del patrimoni cultural català           | Can Canyet (Vidreres) | Modifica les dades a Wikidata |
|        | Can Cartellà Nou         | Vidreres | masia            |                                          | 41° 46′ 43″ N, 2° 45′ 31″ E / 41.7786624353046°N,2.75860375202155°E                                                       |                                                      |                       | Modifica les dades a Wikidata |
|        | Can Casanova             | Vidreres | masia            |                                          | 41° 47′ 46″ N, 2° 45′ 58″ E / 41.7960886507697°N,2.76619349897703°E                                                       |                                                      |                       | Modifica les dades a Wikidata |
|        | Can Caselles             | Vidreres | masia            |                                          | 41° 46′ 52″ N, 2° 46′ 19″ E / 41.7811126861086°N,2.77199995073861°E                                                       |                                                      |                       | Modifica les dades a Wikidata |
|        | Can Castells             | Vidreres | masia            | Estil: arquitectura popular              | 41° 46′ 53″ N, 2° 45′ 40″ E / 41.78142°N,2.76108°E ca:Ctra N-II, km 692                                                   | bé integrant del patrimoni cultural català           |                       | Modifica les dades a Wikidata |
|        | Can Ceres                | Vidreres | masia            |                                          | 41° 46′ 54″ N, 2° 45′ 55″ E / 41.7816576680615°N,2.76531933655239°E                                                       |                                                      |                       | Modifica les dades a Wikidata |
|        | Can Cluquis              | Vidreres | masia            |                                          | 41° 48′ 02″ N, 2° 48′ 04″ E / 41.8005947416491°N,2.80104891125054°E                                                       |                                                      |                       | Modifica les dades a Wikidata |
|        | Can Colomer de Dalt      | Vidreres | masia            |                                          | 41° 47′ 43″ N, 2° 47′ 57″ E / 41.7954126786971°N,2.79929561071548°E                                                       |                                                      |                       | Modifica les dades a Wikidata |
|        | Can Costa                | Vidreres | masia            |                                          | 41° 45′ 24″ N, 2° 46′ 41″ E / 41.7565711370612°N,2.77792088504821°E                                                       |                                                      |                       | Modifica les dades a Wikidata |
|        | Can Cua                  | Vidreres | masia            |                                          | 41° 46′ 31″ N, 2° 47′ 36″ E / 41.7752443733855°N,2.79329413622911°E                                                       |                                                      |                       | Modifica les dades a Wikidata |
|        | Can Daldon               | Vidreres | masia            |                                          | 41° 46′ 25″ N, 2° 45′ 51″ E / 41.7735759279316°N,2.76412151852561°E                                                       |                                                      |                       | Modifica les dades a Wikidata |
|        | Can Dalmau               | Vidreres | masia            |                                          | 41° 46′ 15″ N, 2° 50′ 30″ E / 41.7709165996462°N,2.84153092672364°E                                                       |                                                      |                       | Modifica les dades a Wikidata |
|        | Can Domènec              | Vidreres | masia            |                                          | 41° 47′ 14″ N, 2° 46′ 11″ E / 41.7872148034591°N,2.76967970325898°E                                                       |                                                      |                       | Modifica les dades a Wikidata |
|        | Can Durillos             | Vidreres | masia            |                                          | 41° 47′ 54″ N, 2° 46′ 03″ E / 41.7984421662642°N,2.76752102988893°E                                                       |                                                      |                       | Modifica les dades a Wikidata |
|        | Can Falgueres            | Vidreres | masia            |                                          | 41° 46′ 25″ N, 2° 45′ 46″ E / 41.7734740272303°N,2.76275022859295°E                                                       |                                                      |                       | Modifica les dades a Wikidata |
|        | Can Felicià              | Vidreres | masia            |                                          | 41° 47′ 56″ N, 2° 46′ 28″ E / 41.7987531683711°N,2.77442906475331°E                                                       |                                                      |                       | Modifica les dades a Wikidata |
|        | Can Fiol                 | Vidreres | masia            |                                          | 41° 47′ 38″ N, 2° 47′ 21″ E / 41.7939083165198°N,2.78912991957856°E                                                       |                                                      |                       | Modifica les dades a Wikidata |
|        | Can Fiolet               | Vidreres | masia            |                                          | 41° 47′ 59″ N, 2° 46′ 32″ E / 41.7996202128436°N,2.77564176366116°E                                                       |                                                      |                       | Modifica les dades a Wikidata |
|        | Can Fontet               | Vidreres | masia            |                                          | 41° 48′ 06″ N, 2° 47′ 12″ E / 41.8016045241649°N,2.78655276079276°E                                                       |                                                      |                       | Modifica les dades a Wikidata |
|        | Can Francesc             | Vidreres | masia            |                                          | 41° 46′ 49″ N, 2° 48′ 05″ E / 41.7803384804792°N,2.80131610249847°E                                                       |                                                      |                       | Modifica les dades a Wikidata |
|        | Can Frega                | Vidreres | masia            |                                          | 41° 47′ 33″ N, 2° 47′ 37″ E / 41.7925204159763°N,2.79363581949911°E                                                       |                                                      |                       | Modifica les dades a Wikidata |
|        | Can Fullà                | Vidreres | masia            |                                          | 41° 47′ 33″ N, 2° 48′ 43″ E / 41.7924076707093°N,2.81190633992379°E                                                       |                                                      |                       | Modifica les dades a Wikidata |
|        | Can Gener                | Vidreres | masia            | Estil: arquitectura popular              | 41° 47′ 02″ N, 2° 48′ 04″ E / 41.78389°N,2.80111°E                                                                        | bé integrant del patrimoni cultural català           |                       | Modifica les dades a Wikidata |
|        | Can Joan Vives           | Vidreres | masia            |                                          | 41° 47′ 33″ N, 2° 47′ 45″ E / 41.7925512223157°N,2.7957540045774°E                                                        |                                                      |                       | Modifica les dades a Wikidata |
|        | Can Joanic               | Vidreres | masia            |                                          | 41° 48′ 13″ N, 2° 47′ 10″ E / 41.803567382639°N,2.78619715129852°E                                                        |                                                      |                       | Modifica les dades a Wikidata |
|        | Can Llangardaix          | Vidreres | masia            |                                          | 41° 47′ 29″ N, 2° 47′ 24″ E / 41.79146904694°N,2.79001650577822°E                                                         |                                                      |                       | Modifica les dades a Wikidata |
|        | Can Lloca                | Vidreres | masia            |                                          | 41° 47′ 53″ N, 2° 45′ 45″ E / 41.7980536837135°N,2.76253922739747°E                                                       |                                                      |                       | Modifica les dades a Wikidata |
|        | Can Lloparrot            | Vidreres | masia            |                                          | 41° 45′ 53″ N, 2° 47′ 15″ E / 41.76484884791°N,2.78757691478237°E                                                         |                                                      |                       | Modifica les dades a Wikidata |
|        | Can Lluís                | Vidreres | masia            | Estil: arquitectura popular              | 41° 47′ 56″ N, 2° 46′ 17″ E / 41.79889°N,2.77131°E 90 msnm                                                                | bé integrant del patrimoni cultural català           | Can Lluís (Vidreres)  | Modifica les dades a Wikidata |
|        | Can Mallorquí            | Vidreres | masia            |                                          | 41° 47′ 51″ N, 2° 45′ 45″ E / 41.7975401157411°N,2.76245686678241°E                                                       |                                                      |                       | Modifica les dades a Wikidata |
|        | Can Manlleu              | Vidreres | masia            | Estil: arquitectura popular              | 41° 47′ 19″ N, 2° 47′ 13″ E / 41.78862°N,2.78705°E ca:Camí que surt de la rotonda del carrer Costa Brava                  | bé integrant del patrimoni cultural català           | Can Manlleu           | Modifica les dades a Wikidata |
|        | Can Marcel·lí            | Vidreres | masia            |                                          | 41° 45′ 52″ N, 2° 46′ 14″ E / 41.7645186675847°N,2.77044662571755°E                                                       |                                                      |                       | Modifica les dades a Wikidata |
|        | Can Mariano              | Vidreres | masia            |                                          | 41° 48′ 01″ N, 2° 46′ 48″ E / 41.8002858913289°N,2.77986448123316°E                                                       |                                                      |                       | Modifica les dades a Wikidata |
|        | Can Massa                | Vidreres | masia            |                                          | 41° 47′ 11″ N, 2° 47′ 57″ E / 41.786288478683°N,2.79922779374359°E                                                        |                                                      |                       | Modifica les dades a Wikidata |
|        | Can Massa Súria          | Vidreres | masia            | Estil: arquitectura popular              | 41° 46′ 44″ N, 2° 47′ 15″ E / 41.77899°N,2.78747°E                                                                        | bé integrant del patrimoni cultural català           | Can Massa Súria       | Modifica les dades a Wikidata |
|        | Can Mateu                | Vidreres | masia            |                                          | 41° 45′ 11″ N, 2° 46′ 49″ E / 41.7529548609258°N,2.78029089782734°E                                                       |                                                      |                       | Modifica les dades a Wikidata |
|        | Can Met de Ca la Xica    | Vidreres | masia            |                                          | 41° 47′ 23″ N, 2° 47′ 42″ E / 41.7895957031844°N,2.79506534756585°E                                                       |                                                      |                       | Modifica les dades a Wikidata |
|        | Can Miqueló              | Vidreres | masia            |                                          | 41° 46′ 34″ N, 2° 46′ 53″ E / 41.776213157879°N,2.78141480180976°E                                                        |                                                      |                       | Modifica les dades a Wikidata |
|        | Can Morell               | Vidreres | masia            |                                          | 41° 46′ 57″ N, 2° 48′ 40″ E / 41.7825885707693°N,2.81100843292848°E                                                       |                                                      |                       | Modifica les dades a Wikidata |
|        | Can Mundet               | Vidreres | masia            | Estil: arquitectura popular              | 41° 45′ 56″ N, 2° 51′ 43″ E / 41.7656°N,2.86194°E ca:Camí de Can Mundet, des d'Aiguaviva Park                             | bé integrant del patrimoni cultural català           | Can Mundet (Vidreres) | Modifica les dades a Wikidata |
|        | Can Negrell              | Vidreres | masia            |                                          | 41° 46′ 57″ N, 2° 49′ 35″ E / 41.7825137456317°N,2.82637585178738°E                                                       |                                                      |                       | Modifica les dades a Wikidata |
|        | Can Noguera              | Vidreres | masia            |                                          | 41° 46′ 54″ N, 2° 51′ 45″ E / 41.781729°N,2.862496°E                                                                      |                                                      |                       | Modifica les dades a Wikidata |
|        | Can Pagès                | Vidreres | masia            |                                          | 41° 45′ 33″ N, 2° 46′ 35″ E / 41.7591713552747°N,2.77646838498016°E                                                       |                                                      |                       | Modifica les dades a Wikidata |
|        | Can Pau Andreu           | Vidreres | masia            | Estil: arquitectura popular              | 41° 46′ 22″ N, 2° 47′ 42″ E / 41.77281°N,2.79488°E                                                                        | bé integrant del patrimoni cultural català           |                       | Modifica les dades a Wikidata |
|        | Can Perals               | Vidreres | masia            |                                          | 41° 48′ 25″ N, 2° 47′ 27″ E / 41.8068905247591°N,2.79085699704044°E                                                       |                                                      |                       | Modifica les dades a Wikidata |
|        | Can Peçol                | Vidreres | masia            |                                          | 41° 48′ 10″ N, 2° 47′ 01″ E / 41.8026437408201°N,2.78356398921944°E                                                       |                                                      |                       | Modifica les dades a Wikidata |
|        | Can Pitof                | Vidreres | masia            |                                          | 41° 46′ 38″ N, 2° 47′ 50″ E / 41.7771068619259°N,2.79724695224851°E                                                       |                                                      |                       | Modifica les dades a Wikidata |
|        | Can Pla                  | Vidreres | masia            | Estil: arquitectura popular              | 41° 46′ 56″ N, 2° 48′ 10″ E / 41.78216°N,2.80264°E ca:Camí de l'Aigua                                                     | bé integrant del patrimoni cultural català           |                       | Modifica les dades a Wikidata |
|        | Can Pla de la Vila       | Vidreres | masia            |                                          | 41° 47′ 42″ N, 2° 46′ 53″ E / 41.7949206629316°N,2.7813993953891°E                                                        |                                                      |                       | Modifica les dades a Wikidata |
|        | Can Porcel               | Vidreres | masia            |                                          | 41° 46′ 43″ N, 2° 47′ 47″ E / 41.7785013446257°N,2.7963400792275°E                                                        |                                                      |                       | Modifica les dades a Wikidata |
|        | Can Punxet               | Vidreres | masia            |                                          | 41° 45′ 21″ N, 2° 46′ 42″ E / 41.7559323613511°N,2.77829598171505°E                                                       |                                                      |                       | Modifica les dades a Wikidata |
|        | Can Rabassa              | Vidreres | masia            |                                          | 41° 47′ 47″ N, 2° 46′ 03″ E / 41.7962893680422°N,2.76745659154995°E                                                       |                                                      |                       | Modifica les dades a Wikidata |
|        | Can Raset                | Vidreres | masia            |                                          | 41° 47′ 40″ N, 2° 47′ 17″ E / 41.7944108443991°N,2.78811724412943°E                                                       |                                                      |                       | Modifica les dades a Wikidata |
|        | Can Reiet                | Vidreres | masia            |                                          | 41° 48′ 14″ N, 2° 47′ 25″ E / 41.8040252947815°N,2.79030053600385°E                                                       |                                                      |                       | Modifica les dades a Wikidata |
|        | Can Ribot                | Vidreres | masia            |                                          | 41° 46′ 36″ N, 2° 47′ 54″ E / 41.776649328363°N,2.79828320812749°E                                                        |                                                      |                       | Modifica les dades a Wikidata |
|        | Can Roig                 | Vidreres | masia            |                                          | 41° 46′ 18″ N, 2° 47′ 22″ E / 41.7715985682229°N,2.78945566965593°E                                                       |                                                      |                       | Modifica les dades a Wikidata |
|        | Can Roig Nou             | Vidreres | masia            |                                          | 41° 46′ 59″ N, 2° 45′ 29″ E / 41.7829843956266°N,2.75793771105981°E                                                       |                                                      |                       | Modifica les dades a Wikidata |
|        | Can Rossell              | Vidreres | masia            |                                          | 41° 47′ 15″ N, 2° 47′ 06″ E / 41.7876319740503°N,2.78509476616453°E                                                       |                                                      |                       | Modifica les dades a Wikidata |
|        | Can Rostoll              | Vidreres | masia            |                                          | 41° 46′ 44″ N, 2° 47′ 41″ E / 41.7790028001632°N,2.79468994832533°E                                                       |                                                      |                       | Modifica les dades a Wikidata |
|        | Can Ruscalleda           | Vidreres | masia            |                                          | 41° 45′ 30″ N, 2° 46′ 38″ E / 41.7581998167741°N,2.77709727900641°E                                                       |                                                      |                       | Modifica les dades a Wikidata |
|        | Can Sala                 | Vidreres | masia            | Estil: arquitectura popular              | 41° 46′ 36″ N, 2° 46′ 26″ E / 41.77674°N,2.774°E                                                                          | bé integrant del patrimoni cultural català           |                       | Modifica les dades a Wikidata |
|        | Can Salom                | Vidreres | masia            |                                          | 41° 47′ 46″ N, 2° 47′ 41″ E / 41.7961700141115°N,2.7946231320364°E                                                        |                                                      |                       | Modifica les dades a Wikidata |
|        | Can Sansista             | Vidreres | masia            |                                          | 41° 48′ 26″ N, 2° 47′ 58″ E / 41.8071939260062°N,2.79936719031583°E                                                       |                                                      |                       | Modifica les dades a Wikidata |
|        | Can Sant de Torregallina | Vidreres | masia            |                                          | 41° 46′ 09″ N, 2° 46′ 55″ E / 41.7691526843447°N,2.78195611826979°E                                                       |                                                      |                       | Modifica les dades a Wikidata |
|        | Can Serra                | Vidreres | masia            |                                          | 41° 46′ 32″ N, 2° 47′ 24″ E / 41.7756528466011°N,2.79006810293337°E                                                       |                                                      |                       | Modifica les dades a Wikidata |
|        | Can Sis Dits             | Vidreres | masia            | Estil: arquitectura popular              | 41° 48′ 07″ N, 2° 47′ 09″ E / 41.8019543823774°N,2.78579323958656°E                                                       | bé integrant del patrimoni cultural català           |                       | Modifica les dades a Wikidata |
|        | Can Súria Negre          | Vidreres | masia            |                                          | 41° 46′ 39″ N, 2° 47′ 20″ E / 41.7774971786423°N,2.78891896391213°E                                                       |                                                      |                       | Modifica les dades a Wikidata |
|        | Can Talena               | Vidreres | masia            |                                          | 41° 47′ 56″ N, 2° 46′ 44″ E / 41.7988789631297°N,2.77890634529512°E                                                       |                                                      |                       | Modifica les dades a Wikidata |
|        | Can Tanca                | Vidreres | masia            |                                          | 41° 46′ 25″ N, 2° 47′ 07″ E / 41.7736985380985°N,2.78530973302305°E                                                       |                                                      |                       | Modifica les dades a Wikidata |
|        | Can Terrer               | Vidreres | masia            |                                          | 41° 47′ 07″ N, 2° 49′ 05″ E / 41.7854010055643°N,2.81798010737781°E                                                       |                                                      |                       | Modifica les dades a Wikidata |
|        | Can Tonet                | Vidreres | masia            | Estil: arquitectura popular              | 41° 46′ 39″ N, 2° 46′ 23″ E / 41.77759°N,2.77309°E ca:A la dreta de la ctra. direcció Lloret, prop del polígon industrial | bé integrant del patrimoni cultural català           | Can Tonet             | Modifica les dades a Wikidata |
|        | Can Tornem-hi            | Vidreres | masia            |                                          | 41° 48′ 07″ N, 2° 47′ 48″ E / 41.8019203077623°N,2.79678355105196°E                                                       |                                                      |                       | Modifica les dades a Wikidata |
|        | Can Torrent              | Vidreres | masia            |                                          | 41° 45′ 52″ N, 2° 47′ 09″ E / 41.764548267192°N,2.78577333595808°E                                                        |                                                      |                       | Modifica les dades a Wikidata |
|        | Can Torres Vell          | Vidreres | masia            |                                          | 41° 48′ 22″ N, 2° 47′ 35″ E / 41.8060839572596°N,2.79309873211529°E                                                       |                                                      |                       | Modifica les dades a Wikidata |
|        | Can Toses                | Vidreres | masia            |                                          | 41° 46′ 13″ N, 2° 45′ 51″ E / 41.770286166874°N,2.7642648693606°E                                                         |                                                      |                       | Modifica les dades a Wikidata |
|        | Can Turonet              | Vidreres | masia            |                                          | 41° 46′ 29″ N, 2° 45′ 52″ E / 41.774828288612°N,2.76430944821688°E                                                        |                                                      |                       | Modifica les dades a Wikidata |
|        | Can Vall-llosera         | Vidreres | masia            |                                          | 41° 46′ 51″ N, 2° 47′ 08″ E / 41.7808594044542°N,2.7854663522799°E                                                        |                                                      | Can Vall-Llosera      | Modifica les dades a Wikidata |
|        | Can Vallmanya            | Vidreres | masia            |                                          | 41° 47′ 15″ N, 2° 45′ 31″ E / 41.7876065686017°N,2.75869055037033°E                                                       |                                                      |                       | Modifica les dades a Wikidata |
|        | Can Vela                 | Vidreres | masia            |                                          | 41° 47′ 06″ N, 2° 45′ 20″ E / 41.7848888445082°N,2.75555979731458°E                                                       |                                                      |                       | Modifica les dades a Wikidata |
|        | Can Vilallonga           | Vidreres | masia            |                                          | 41° 47′ 48″ N, 2° 46′ 52″ E / 41.7966767151459°N,2.78123695397307°E                                                       |                                                      |                       | Modifica les dades a Wikidata |
|        | Can Vilar                | Vidreres | masia            |                                          | 41° 47′ 40″ N, 2° 46′ 50″ E / 41.7944507655385°N,2.7805945761681°E                                                        |                                                      |                       | Modifica les dades a Wikidata |
|        | Can Vives                | Vidreres | masia            |                                          | 41° 48′ 16″ N, 2° 49′ 16″ E / 41.8044557246212°N,2.82112827756201°E                                                       |                                                      |                       | Modifica les dades a Wikidata |
|        | Can Vives de Baix        | Vidreres | masia            |                                          | 41° 47′ 47″ N, 2° 48′ 14″ E / 41.7964474100513°N,2.80389030002182°E                                                       |                                                      |                       | Modifica les dades a Wikidata |
|        | Can Vivet                | Vidreres | masia            |                                          | 41° 47′ 25″ N, 2° 47′ 23″ E / 41.7902345683634°N,2.78973168802273°E                                                       |                                                      |                       | Modifica les dades a Wikidata |
|        | Can Xicu Fulla           | Vidreres | masia            | Estil: arquitectura popular              | 41° 47′ 41″ N, 2° 46′ 54″ E / 41.7948°N,2.78171°E                                                                         | bé integrant del patrimoni cultural català           |                       | Modifica les dades a Wikidata |
|        | Mas Cabanyes             | Vidreres | masia            |                                          | 41° 44′ 56″ N, 2° 49′ 00″ E / 41.7488302411112°N,2.81658000556056°E                                                       |                                                      |                       | Modifica les dades a Wikidata |
|        | Mas Colomer              | Vidreres | masia            | Estil: arquitectura popular              | 41° 47′ 32″ N, 2° 48′ 08″ E / 41.79227°N,2.80234°E                                                                        | bé integrant del patrimoni cultural català           |                       | Modifica les dades a Wikidata |
|        | Mas Flassià              | Vidreres | masia            | Estil: arquitectura popular              | 41° 47′ 31″ N, 2° 46′ 11″ E / 41.79206°N,2.76982°E ca:Carrer de la Masia, Urb. Mas Flassià 84 msnm                        | bé integrant del patrimoni cultural català           | Mas Flassià           | Modifica les dades a Wikidata |
|        | Mas Llop                 | Vidreres | masia            |                                          | 41° 47′ 05″ N, 2° 50′ 35″ E / 41.784627211021°N,2.84294127786089°E                                                        |                                                      |                       | Modifica les dades a Wikidata |
|        | Mas Mestres              | Vidreres | masia            |                                          | 41° 46′ 31″ N, 2° 46′ 43″ E / 41.7753071407026°N,2.77863837564053°E                                                       |                                                      |                       | Modifica les dades a Wikidata |
|        | Mas Poll                 | Vidreres | masia            |                                          | 41° 45′ 39″ N, 2° 46′ 56″ E / 41.7608578103764°N,2.78227291532087°E                                                       |                                                      |                       | Modifica les dades a Wikidata |
|        | Mas Soler                | Vidreres | masia            |                                          | 41° 46′ 18″ N, 2° 46′ 52″ E / 41.7717812995345°N,2.78120124380334°E                                                       |                                                      |                       | Modifica les dades a Wikidata |
|        | Mas Termes               | Vidreres | masia            |                                          | 41° 46′ 02″ N, 2° 46′ 54″ E / 41.7670986389161°N,2.78172245447069°E                                                       |                                                      |                       | Modifica les dades a Wikidata |
|        | Torre Gallina            | Vidreres | masia casa forta | Estat: ruïnós                            | 41° 45′ 57″ N, 2° 47′ 12″ E / 41.7659458483172°N,2.78657474575307°E                                                       |                                                      |                       | Modifica les dades a Wikidata |
|        | Torre Llobet             | Vidreres | masia            | 15th century                             | 41° 47′ 14″ N, 2° 48′ 25″ E / 41.787146°N,2.807046°E ca:A llevant del nucli de Vidreres 113 msnm                          | bé d'interès cultural bé cultural d'interès nacional | Torre Llobet          | Modifica les dades a Wikidata |
|        | Valldaniel               | Vidreres | masia            |                                          | 41° 46′ 17″ N, 2° 49′ 25″ E / 41.7715119933871°N,2.82362618287866°E                                                       |                                                      |                       | Modifica les dades a Wikidata |
|        | can Caulès               | Vidreres | masia            | Estil: arquitectura popular 19th century | 41° 46′ 24″ N, 2° 50′ 49″ E / 41.77329°N,2.84706°E ca:Veïnatge de Caulès, Vidreres 346 msnm                               | bé integrant del patrimoni cultural català           | Can Caulès            | Modifica les dades a Wikidata |
|        | la Casa Nova d'en Llobet | Vidreres | masia            |                                          | 41° 47′ 41″ N, 2° 48′ 37″ E / 41.794755691853°N,2.81020238251629°E                                                        |                                                      |                       | Modifica les dades a Wikidata |
|        | la Casa Nova d'en Raig   | Vidreres | masia            |                                          | 41° 45′ 25″ N, 2° 47′ 15″ E / 41.7568772460474°N,2.78737465154457°E                                                       |                                                      |                       | Modifica les dades a Wikidata |

## molí d'aigua
| imatge | Nom                  | Ubicat a | instància de | Detalls                                                  | coordenades                                                                 | Protecció                                  | Commons (més fotos) | Dades a WD                    |
| ------ | -------------------- | -------- | ------------ | -------------------------------------------------------- | --------------------------------------------------------------------------- | ------------------------------------------ | ------------------- | ----------------------------- |
|        | Molí d'en Pau Andreu | Vidreres | molí d'aigua | Estil: arquitectura popular Estat: enderrocat o destruït | 41° 46′ 21″ N, 2° 47′ 40″ E / 41.7725443991957°N,2.79448193717142°E 95 msnm | bé integrant del patrimoni cultural català |                     | Modifica les dades a Wikidata |
|        | Molí del Traginer    | Vidreres | molí d'aigua | Estil: arquitectura popular Estat: ruïnós                | 41° 46′ 28″ N, 2° 46′ 18″ E / 41.77457°N,2.77155°E 80 msnm                  | bé integrant del patrimoni cultural català |                     | Modifica les dades a Wikidata |
|        | Torre-molí Llobet    | Vidreres | molí d'aigua | Estil: arquitectura popular                              |                                                                             | bé integrant del patrimoni cultural català |                     | Modifica les dades a Wikidata |

## muntanya
| imatge | Nom                   | Ubicat a                     | instància de | Detalls | coordenades                                                            | Protecció | Commons (més fotos)           | Dades a WD                    |
| ------ | --------------------- | ---------------------------- | ------------ | ------- | ---------------------------------------------------------------------- | --------- | ----------------------------- | ----------------------------- |
|        | Puig Castellar        | Vidreres                     | muntanya     |         | 41° 46′ 53″ N, 2° 49′ 13″ E / 41.78128889°N,2.82033333°E 213.5 msnm    |           |                               | Modifica les dades a Wikidata |
|        | Puig Torroella        | Vidreres                     | muntanya     |         | 41° 46′ 10″ N, 2° 50′ 10″ E / 41.7695°N,2.83599°E 322.9 msnm           |           |                               | Modifica les dades a Wikidata |
|        | Puig Ventós           | Vidreres                     | muntanya     |         | 41° 46′ 06″ N, 2° 51′ 00″ E / 41.768311°N,2.850056°E 422 msnm          |           | Puig Ventós (serra de Marina) | Modifica les dades a Wikidata |
|        | Puig Ventós           | Vidreres                     | muntanya     |         | 41° 45′ 03″ N, 2° 48′ 21″ E / 41.7507°N,2.80578°E 186 msnm             |           |                               | Modifica les dades a Wikidata |
|        | Puig de Basses        | Vidreres Caldes de Malavella | muntanya     |         | 41° 47′ 33″ N, 2° 50′ 05″ E / 41.7925°N,2.8348°E 288.4 msnm            |           |                               | Modifica les dades a Wikidata |
|        | Puig de la Borrassa   | Tossa de Mar Vidreres        | muntanya     |         | 41° 45′ 05″ N, 2° 52′ 39″ E / 41.7514°N,2.87738°E 336.1 msnm           |           |                               | Modifica les dades a Wikidata |
|        | Turó Rodó             | Vidreres                     | muntanya     |         | 41° 45′ 44″ N, 2° 51′ 23″ E / 41.76224167°N,2.85649722°E 348.2 msnm    |           |                               | Modifica les dades a Wikidata |
|        | Turó de Fressa        | Vidreres                     | muntanya     |         | 41° 45′ 44″ N, 2° 52′ 51″ E / 41.7622°N,2.88088°E 192.4 msnm           |           |                               | Modifica les dades a Wikidata |
|        | Turó de Sant Joan     | Vidreres                     | muntanya     |         | 41° 45′ 57″ N, 2° 51′ 56″ E / 41.76591389°N,2.86552222°E 391.6 msnm    |           |                               | Modifica les dades a Wikidata |
|        | Turó de la Bandera    | Vidreres                     | muntanya     |         | 41° 45′ 39″ N, 2° 51′ 56″ E / 41.7607°N,2.8655°E 383.3 msnm            |           |                               | Modifica les dades a Wikidata |
|        | Turó de la Castellona | Vidreres                     | muntanya     |         | 41° 46′ 30″ N, 2° 48′ 37″ E / 41.77512778°N,2.81036111°E 168.6 msnm    |           |                               | Modifica les dades a Wikidata |
|        | Turó de les Baladres  | Vidreres                     | muntanya     |         | 41° 44′ 55″ N, 2° 51′ 44″ E / 41.74874300342705°N,2.8623247146606445°E |           |                               | Modifica les dades a Wikidata |

## serra
| imatge | Nom                       | Ubicat a | instància de | Detalls | coordenades                                                         | Protecció | Commons (més fotos) | Dades a WD                    |
| ------ | ------------------------- | -------- | ------------ | ------- | ------------------------------------------------------------------- | --------- | ------------------- | ----------------------------- |
|        | Mont-rocós                | Vidreres | serra        |         | 41° 45′ 35″ N, 2° 48′ 05″ E / 41.759775°N,2.80138833°E 170.2 msnm   |           |                     | Modifica les dades a Wikidata |
|        | Muntanyes de Mas Cabanyes | Vidreres | serra        |         | 41° 45′ 47″ N, 2° 49′ 15″ E / 41.76317778°N,2.82095833°E 310.4 msnm |           |                     | Modifica les dades a Wikidata |
|        | serra del Pi              | Vidreres | serra        |         | 41° 45′ 31″ N, 2° 52′ 03″ E / 41.758675°N,2.86747556°E 383.3 msnm   |           |                     | Modifica les dades a Wikidata |

## Misc
| imatge | Nom                                 | Ubicat a | instància de       | Detalls                                   | coordenades | Protecció                                            | Commons (més fotos)                 | Dades a WD                    |
| ------ | ----------------------------------- | -------- | ------------------ | ----------------------------------------- | --- | ---------------------------------------------------- | ----------------------------------- | ----------------------------- |
|        | Castell de Sant Iscle               | Vidreres | castell            | Estil: arquitectura romànica 12nd century | 41° 47′ 06″ N, 2° 48′ 28″ E / 41.785°N,2.80777778°E ca:dalt d'un turó, a llevant del nucli de Vidreres 147 msnm | bé d'interès cultural bé cultural d'interès nacional | Castell de Sant Iscle (Vidreres)    | Modifica les dades a Wikidata |
|        | Forn de rajols del Bosc de Can Puig | Vidreres | teuleria           | Estil: arquitectura popular               | 41° 46′ 48″ N, 2° 47′ 24″ E / 41.77995°N,2.79011°E                                                              | bé integrant del patrimoni cultural català           | Forn de rajols del Bosc de Can Puig | Modifica les dades a Wikidata |
|        | Llinda de Can Sais-Jansana          | Vidreres | llinda             | Estil: arquitectura popular               | 41° 47′ 27″ N, 2° 46′ 51″ E / 41.79086°N,2.78089°E                                                              | bé integrant del patrimoni cultural català           |                                     | Modifica les dades a Wikidata |
|        | Polígon industrial de Vidreres      | Vidreres | polígon industrial |                                           | 41° 46′ 49″ N, 2° 46′ 40″ E / 41.7802321058114°N,2.77767080057387°E                                             |                                                      |                                     | Modifica les dades a Wikidata |
|        | Torre de Puig Castellar             | Vidreres | torre de defensa   |                                           | 41° 46′ 53″ N, 2° 49′ 13″ E / 41.78125°N,2.82037°E                                                              | bé integrant del patrimoni cultural català           |                                     | Modifica les dades a Wikidata |
|        | Ventós                              | Vidreres | vèrtex geodèsic    | Alt: 1.2m                                 | 41° 46′ 06″ N, 2° 51′ 00″ E / 41.768331°N,2.850006°E 422.593 msnm                                               |                                                      |                                     | Modifica les dades a Wikidata |
|        | ajuntament de Vidreres              | Vidreres | casa consistorial  | Estil: arquitectura eclèctica             | 41° 47′ 23″ N, 2° 46′ 49″ E / 41.78963°N,2.7804°E                                                               | bé cultural d'interès local                          | Ajuntament de Vidreres              | Modifica les dades a Wikidata |
|        | barraca d'en Raig                   | Vidreres | cabana             |                                           | 41° 45′ 18″ N, 2° 47′ 32″ E / 41.7549043369469°N,2.79209640077952°E                                             |                                                      |                                     | Modifica les dades a Wikidata |
|        | búnquer de Can Vall-llosera         | Vidreres | búnquer            | Estil: arquitectura popular               | 41° 46′ 50″ N, 2° 47′ 07″ E / 41.78051°N,2.78533°E                                                              | bé integrant del patrimoni cultural català           |                                     | Modifica les dades a Wikidata |
|        | trinxeres del bosc de Can Puig      | Vidreres | trinxera           | Estil: arquitectura popular 20th century  | 41° 46′ 55″ N, 2° 47′ 32″ E / 41.78203°N,2.79214°E 87 msnm                                                      | bé integrant del patrimoni cultural català           | Trinxeres del bosc de Can Puig      | Modifica les dades a Wikidata |